# میشل گیل
میشل پاتریشیا گِیل (انگلیسی: Michelle Patricia Gayle؛ زادهٔ ۲ فوریهٔ ۱۹۷۱) خواننده، ترانه‌سرا، بازیگر و نویسنده بریتانیایی است. گیل به عنوان یک خواننده سول و آراندبی در دهه به موفقیت دست یافت. او چندین تک آهنگ موفق در اروپا داشت که تک‌آهنگ Sweetness در سال ۱۹۹۴ و تک‌آهنگ Do You Know در سال ۱۹۹۷ در جدول تک‌آهنگ‌های بریتانیا بین ۱۰ آهنگ برتر  قرار گرفتند. دو آلبوم گیل که در بین ۴۰ آلبوم برتر بریتانیا قرار داشتند، از طریق آرسی‌ای رکوردز منتشر شد، اما در سال ۱۹۹۷ از این ناشر جدا شد و چند آلبوم دیگری که را ضبط کرده بود، منتشر نشدند.
میشل گیل به عنوان یک بازیگر نیز شناخته می‌شود، به‌ویژه به خاطر بازی در نقش هتی تاورنیه در سریال ایست‌اندرز که توسط بی‌بی‌سی از سال ۱۹۹۰ تا ۱۹۹۳ پخش شد. او همچنین نقش‌های مختلفی در سینما و تئاتر داشته و در سال ۱۹۹۹ در فیلم موزیکال دیو و دلبر، نقش بل را بازی کرده است. گیل در سال ۲۰۱۰ در سریال خون گرگ در نقش ایمارا ظاهر شد.
او در چندین برنامه تلویزیونی رئالیتی شو ویژه سلبریتی‌ها حضور داشته و در ژوئن ۲۰۰۷، یکی از پنلیست‌های برنامه زنان رها از شبکه آی‌تی‌وی بود. گیل به‌عنوان نویسنده نیز فعالیت داشته و انتشارات والتر بوکز حق نشر نخستین رمان او را در سال ۲۰۱۰ به دست آورد. کتاب غرور و برتری در ۵ مه ۲۰۱۱ توسط این شرکت منتشر شد.